# Приграничное нефтяное месторождение
Приграничное — нефтяное месторождение в северной части Прикаспийской впадины в Западно-Казахстанской области. Находится в 90 км к северо-западу от Уральска.
Выявлено в 1993 году при испытании параметрической скважины П-4.

## О месторождении
Запасы составляют 30 млн тонн нефти.
Залежь приурочена к пластам песчаников пашийского горизонта, тип залежи пластовый сводовый. Ловушка, по сейсмическим данным, образована антиклиналью, входящей в Приграничную приподнятую зону северо-западной ориентировки с предполагаемым тектоническим экранирование по восстанию.
Размеры структуры 4,7×6,7 к, амплитуда — 175 м. Толщина пласта 10 м, эффективная нефтенасыщенная толщина 8,4 м. Водонефтяной контакт залежи оценивается в 191 м. Дебит нефти из опробованного интервала 4442—4457 м составил 12 кг/м3. Плотность нефти 805 кг/м3.

## Промышленная разработка
Оператором месторождения является казахстанская нефтяная компания Казнефтехим, представленная компанией «Уралнефтегаз».